# Rémi Chenylle
Rémi Chenylle, pseudonyme de Rémy Chenille, est un metteur en scène et professeur d'art dramatique français, né en 1954. 

Longtemps enseignant au Cours Florent, au début des années 1980, il a animé la classe Louis Jouvet, et compté parmi ses élèves Vincent Lindon, Agnès Jaoui, Mylène Farmer ou Isabelle Nanty. Parmi ses mises en scène, les spectacles solo de Sylvie Joly et de Catherine Jacob (son premier).

## Mises en scène
(liste non exhaustive)
- Les Précieuses ridicules, de Molière, 1979.
- Le Misanthrope, de Molière, 1984.
- Bienvenue au Club, de Catherine Jacob, 1985-1986.
- La Colonie, de Marivaux, 1987.
- Les Marrons du Feu, d'Alfred de Musset, 2000.
- Le Menteur, de Pierre Corneille, 2001.
- Abel et Bela, de Robert Pinget, 2003.
- Celles qui n'aiment pas les monologues, de Georges Feydeau, 2004.
- Le Circuit, de Georges Feydeau, 2005.
- La bête humaine, Monsieur Zola, de Michel Wyn, 2005.

## En tant qu'auteur
- En technicolor, comédie, avec Hervé Le Tellier.
- Madame Colbert, comédie, avec Hervé Le Tellier.
- La Bataille de Gergovie, comédie, avec Hervé Le Tellier.